# Míldiu
El míldiu (de l'anglès mildew) és una malaltia produïda per fongs. Ataca a les fulles, a la tija i a les fruites i produeix una pèrdua del seu color. Es pot identificar per les taques produïdes pels micelis dels fongs, que apareixen a conseqüència del seu creixement.

## La malaltia
La malaltia del míldiu afecta a diverses plantes:

### Míldiu de la vinya
És el més conegut. És produït pel fong Plasmopara viticola. Afecta a les fulles i als raïms dels ceps. Les fulles afectades s'esgrogueeixen fins que cauen. En els raïms, als grans, es veu el miceli dels fongs, que hi forma un borrissol d'un color grisós.
El míldiu de la vinya va arribar d'Amèrica, juntament amb els empelts que es portaven per evitar la fil·loxera. Els ceps europeus eren molt sensibles al míldiu i això va produir una nova plaga, però el remei per evitar-lo (el brou bordelès, que és sulfat de coure i calç apagada) va ser descobert prou ràpid com per evitar una nova gran crisi com la que havia produït la fil·loxera. Mesures preventives contra el míldiu de la vinya són escollir indrets on la vinya obtingui una alta insolació i garantir un bona circulació de l'aire i el bon drenatge dels sòls.

### Míldiu de l'enciam
El produeix el fong Bremia lactucae, tot i que també parasita carxofes i altres plantes compostes. Creix a una temperatura de 10 o 15 °C i necessita una alta humitat. La infecció comença a les fulles més externes, al principi amb petites taques aïllades de color entre marró i groc. A mesura que avança la infecció, les taques creixen i s'uneixen ocupant tota la fulla, amb la qual cosa les fulles es panseixen i es moren.

### Míldiu de la ceba
És produït per Peronospora schleideni. Ataca a les fulles i a les flors. Produeix taques grogues a la part anterior i violades a la part posterior.

### Míldiu de la patata
El produeix el fong Phytophthora infestans. És de les malalties més greus pel conreu de patata. La malaltia es comença a manifestar-se a l'interior de les fulles, on es va desenvolupant. Hi produeix unes taques grogoses a la part posterior de la fulla (a la primavera-estiu). El míldiu de la patata va portar seriosos problemes en destruir el que llavors era el conreu principal a Irlanda al segle xix (la Gran Fam d'Irlanda). La plaga va provocar fortes migracions d'irlandesos cap a altres països.

### Míldiu del tomàquet
El produeix la mateixa espècie que el de la patata (Phytophthora infestans)......

### Míldiu del tabac
El produeix el fong Peronospora nicotianae. El seu atac fa que apareguin taques grogoses i un borrissol de color gris blavós a les fulles.

### Míldiu del pèsol
Produït per Peronospora pisi. Només ataca a les fulles i als seus brots, on apareixen petites taques blanques que es van escampant a mesura que avança la infecció.